# Liquorland
Liquorland is een winkelketen voor hoofdzakelijk alcoholische drank in Australië. Er zijn meer dan 600 vestigingen van Liquorland. Veel vestigingen van Liquorland bevinden zich in of nabij vestigingen van Coles Supermarkets of BI-LO. Liquorland is onderdeel van Coles Liqour van de Coles Group, waartoe ook Vintage Cellars en 1st Choice behoren.